# Leiodes brandisi
Leiodes brandisi är en skalbaggsart som beskrevs av Holdhaus 1902. Leiodes brandisi ingår i släktet Liodes, och familjen mycelbaggar. Enligt den finländska rödlistan är arten nära hotad i Finland. Arten har ej påträffats i Sverige. Artens livsmiljö är torra gräsmarker.